# Davidster

Davidster

De david(s)ster of het davidschild (in het Hebreeuws: מגן דוד (Maĝeen David), in het Jiddisch מגן דוד (Moĝendovid) is een spiritueel symbool in de vorm van een hexagram, een combinatie van twee gelijkzijdige driehoeken. In de 19e eeuw werd het een algemeen symbool voor het jodendom. In de huidige tijd gaat de davidster door als symbool van zowel het jodendom als Israël.

## Decoratief element
Het hexagram werd als decoratief element gebruikt in diverse beschavingen in het Midden-Oosten. Het komt ook voor bij vele andere volkeren, zoals de Egyptenaren, Indiërs, Chinezen en Peruanen. Het werd later een symbool van het jodendom.
In de oudheid en in de middeleeuwen werd de davidster in de joodse kunst toegepast. Zo draagt bijvoorbeeld in Israël een stenen gewelf van een 3e-/4e-eeuwse synagoge het teken.

## Mystieke betekenis
Volgens overleveringen stamt de davidster uit de tijd van David en Salomo en zou hij eens de tempel in Jeruzalem hebben gesierd. Er is echter nooit een verband met de Bijbelse koning David aangetoond. De eerste beschrijving van de magie van het hexagram in relatie tot Koning David stamt uit de Koran.
Ook komt de term davidster voor in het traditionele joodse gebedenboek de Siddoer, onder andere in het Amida-gebed - dat rond het jaar 1000 van de gangbare jaartelling zijn vorm vond. De ster verwijst in dit gebed poëtisch naar de Goddelijke bescherming van de Bijbelse koning David en de verwachte restauratie van zijn Huis. In een 14e-eeuws kabbalistisch boek, Sefer Ha-Gevul, wordt verwezen naar het schild van David, als vorm van bescherming door David. De zijden van de ster bestaan uit teksten met de geheime namen van God.
Met het ontstaan en het gebruik van de davidster zijn vele legenden verbonden. Sommigen zien er een integratie in van het hemelse element dat naar de aarde streeft (de driehoek met de punt naar beneden) met het aardse element dat naar de hemel streeft (de driehoek met de punt naar boven). Anderen zien er de hemelse heerschappij over de vier wereldse windrichtingen in, zowel boven als beneden. Volgens weer een andere verklaring zou de driehoek met de naar boven gerichte punt het mannelijke symboliseren, de driehoek met de punt naar beneden het vrouwelijke.
In de Arabische mystiek was de zespuntige ster het zegel van koning Salomo. Ook het keizershuis van Ethiopië gebruikte het symbool wegens de vermeende afstamming van koning Salomo (zie Koningin van Sheba).

## Ontwikkeling naar symbool van het jodendom
In de middeleeuwen was de davidsster geen symbool voor het jodendom. Joden moesten op grond van het Vierde Lateraans Concilie een merkteken dragen, zoals een jodenhoed of een insigne. De voorgeschreven vorm van het insigne is onbekend; in Engeland kreeg het de vorm van de Stenen Tafelen, in diverse andere landen was het cirkelvormig.
In 1354 verkreeg de joodse gemeenschap in Praag toestemming om een eigen vlag te voeren; men koos toen voor de davidster als embleem.
Pas in de 15e eeuw, onder invloed van de mystiek van Izaak Loeria, begon de zespuntige ster als een speciaal joods teken te gelden en werd het onder andere gebruikt door joodse drukkers in Praag, Nederland en Italië. Langzamerhand nam hij de plaats in van het meest geliefde joodse symbool tot die tijd: de Menorah, de zevenarmige kandelaar.
In de 19e eeuw werd de davidster een algemeen symbool voor het jodendom. Mogelijk als imitatie van het gebruik van het kruisteken in het christendom.
De nationaalsocialisten gebruikten de davidster op een gele achtergrond als 'jodenster' om daarmee de joden te onderscheiden van de overige bevolking en het gemakkelijker te maken ze op te pakken, te deporteren en ten slotte te vermoorden.
In veel synagoges treft men de davidster aan ter versiering van de voorgevel of het interieur (vaak bij de aaron hakodesj / heilige arke). Een aantal Charedische (ultraorthodoxe) joden, onder andere deel uitmakend van de antizionistische stromingen genaamd Satmer en Netoeré Karta, gebruikt het symbool niet omdat het geassocieerd zou kunnen worden met het zionisme.

## Gebruik in het christendom
In Nederland komt gebruik op niet-joodse kerkgebouwen voor, bijvoorbeeld op de toren aan de voorkant van de rooms-katholieke Franciscus en Clarakerk in Delft. De ster van David zou het familiesymbool zijn van koning David. Omdat Jezus zowel via de mannelijke als vrouwelijke lijn afstammeling zou zijn van David, is deze ster op de kerk gebruikt; zowel het jodendom als het christendom stamt hierdoor van David af.

## Gebruik op vlaggen
De davidster vormt het centrale element in de vlag van Israël.

## Galerij

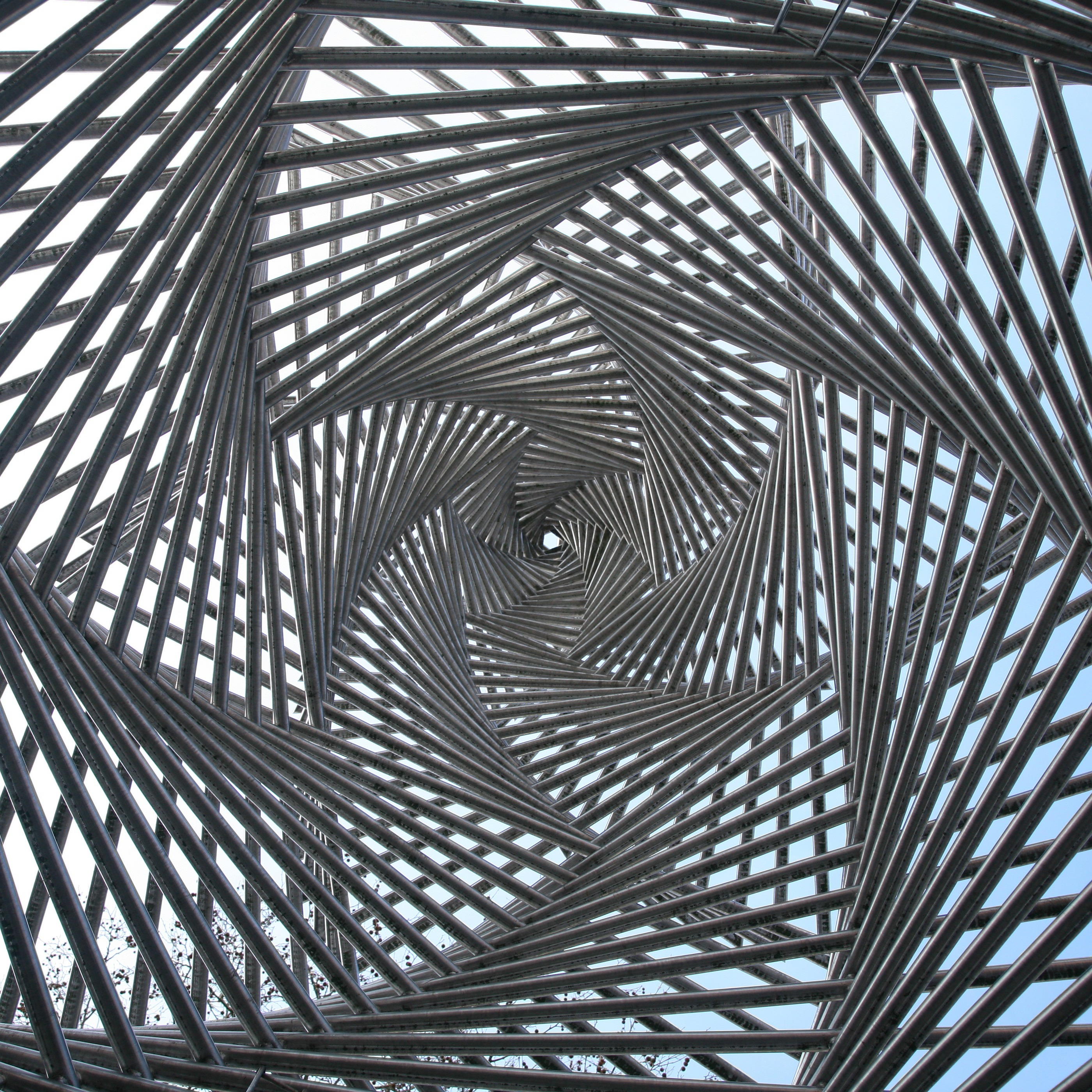
Davidster. Sculptuur van Corrado Cagli aan de Platz der Synagoge, Göttingen, Duitsland, van binnenuit gezien.
Vlag van Israël
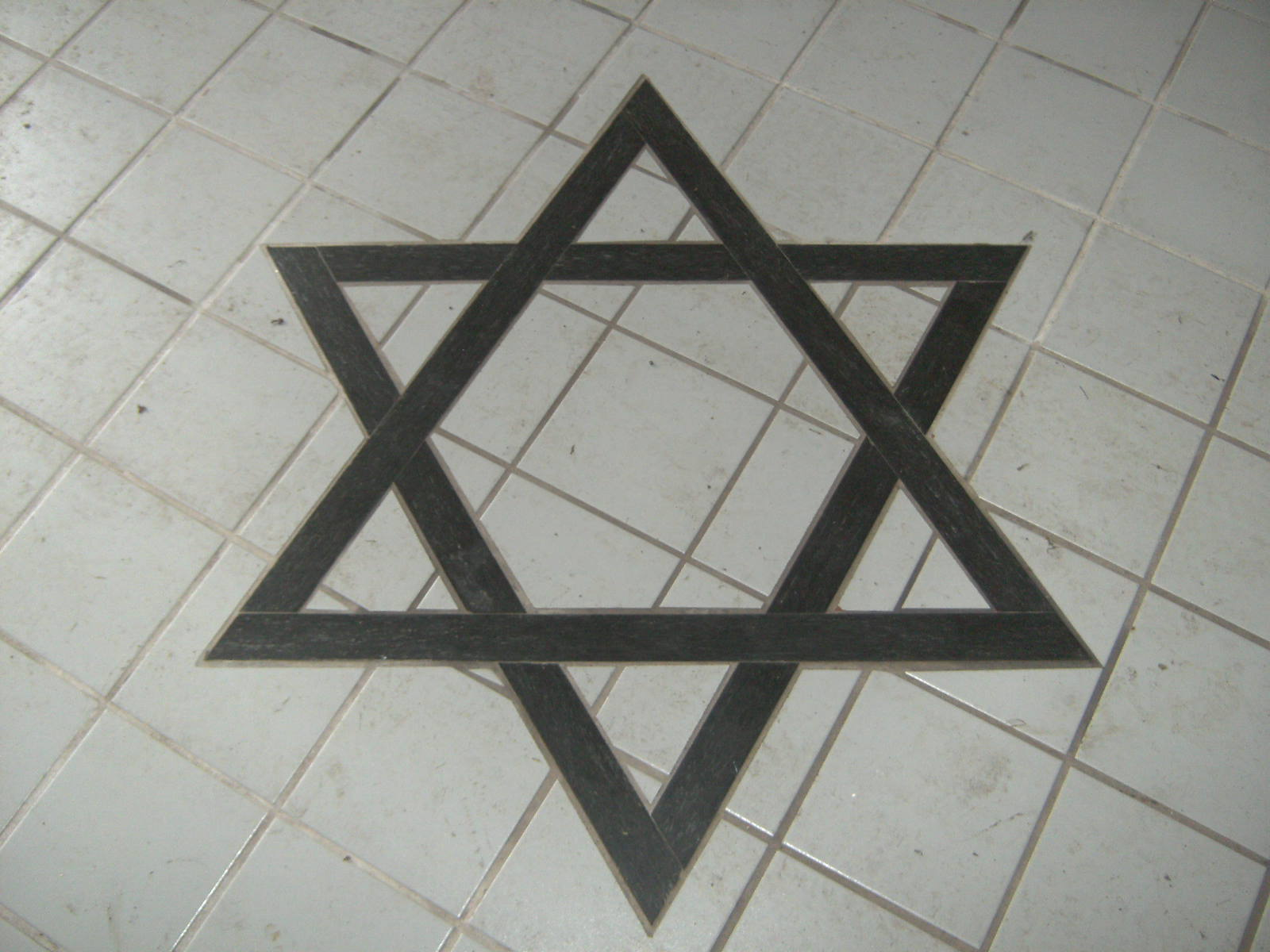
Davidster vloer metaheerhuis te Deventer